# Parti communiste du Népal (marxiste-léniniste) (1978)
Pour les articles homonymes, voir Parti communiste du Népal.
Le Parti communiste du Népal (marxiste-léniniste) est un ancien parti politique du Népal, fondé le 26 décembre 1978 et auto-dissous le 6 janvier 1991.
Il était issu du Comité de coordination communiste révolutionnaire pan-népalais (marxiste-léniniste) et tint son congrès fondateur du 26 décembre 1978 au 1er janvier 1979. Son premier secrétaire général fut Chandra Prakash Mainali.
En 1982, le parti abandonne le principe de la lutte armée pour prôner les luttes sociales dans un cadre démocratique. Chandra Prakash Mainali est alors remplacé, au secrétariat général, par Jhala Nath Khanal.
En 1986, Jhala Nath Khanal cède à son tour ses fonctions à Madan Bhandari.
L'année 1990, avec la légalisation des partis politiques, voit la création d'une confédération de sept partis communistes népalais, le Front uni de la gauche.
Finalement, le 6 janvier 1991, le Parti communiste du Népal (marxiste-léniniste) et le Parti communiste du Népal (marxiste) (avant 1991), pour former le Parti communiste du Népal (marxiste-léniniste unifié).
Deux autres formations politiques népalaises ont porté ultérieurement le nom de «Parti communiste du Népal (marxiste-léniniste)» :
- le Parti communiste du Népal (marxiste-léniniste) (1998), groupe ayant scissionné du Parti communiste du Népal (marxiste-léniniste unifié) le 5 mars 1998, à l'initiative de Sahana Pradhan, président du nouveau parti, et de Bam Dev Gautam, secrétaire général. Ce parti se réunifiera avec le PCN(MLU) en janvier 2002 ;
- le Parti communiste du Népal (marxiste-léniniste) (2002), groupe ayant scissionné du Parti communiste du Népal (marxiste-léniniste unifié) le 15 février 2002, à l'initiative de Chandra Prakash Mainali. Ce dernier PCN(ML) existe toujours.